# Hinton St George
Hinton St George est une paroisse civile et un village du Somerset, en Angleterre.